# Johannser Kogel
Der Johannser Kogel ist ein 377 m hoher Hügel am gebirgigen Westrand des 13. Wiener Gemeindebezirks Hietzing. Er erhebt sich etwa 200 Höhenmeter über das Wiental.

## Geografie
Der Johannser Kogel liegt im westlichen Teil des Bezirks Hietzing und gehört zum Naturschutzgebiet des Lainzer Tiergartens. Südwestlich des Hügels liegt der Brandberg und im Osten der etwas höhere Hagenberg. Die völlig bewaldete Erhebung ist Teil des Wienerwaldgebirges, des nordöstlichen Ausläufers der Ostalpen, und liegt im gleichnamigen Johannser Wald. Im Westen und Norden wird der Johannser Kogel vom Rotwasser umflossen, am westlichen Abhang befindet sich wiederum Teile des Quellgebietes des Grünauer Bachs. Beide Bäche münden in die Wien.

## Namensherkunft
Erstmals urkundlich belegt ist der Name der Johannser Kogel im Jahr 1925 als Johannserkogel. Der Name stammt vom Johannser Wald, in dem der Hügel liegt. Der Name dieses Waldgebiet wurde bereits 1687 erstmals als St. Johann(s) Waldt genannt und geht auf den ehemaligen Besitzer des Gebietes zurück, den Johanniterorden (Malteserorden). Auch weitere Flurnamen in diesem Gebiet wie der Johannser Schütt im Westen (Anschwemmung des Grünauer Bachs), der Johannser Rennweg (ein Weg durch das Gebiet) und die Johannser Wiese südlich des Hügels haben ihren Ursprung in den ehemaligen Besitzern.

## Naturwaldreservat
Der Johannser Kogel wurde 1972 zum Naturwaldreservat erklärt und seiner natürlichen Entwicklung überlassen. 45 ha des 70 ha großen Reservats sind umzäunt und für Besucher des Lainzer Tiergartens nicht zugänglich. Im Naturwaldreservat befinden sich rund 400 Jahre alte Eichen mit mehr als vier Meter großen Stammumfängen. Während auf den sonnigen Hängen Eichen und Hainbuchen wachsen, finden sich auf den schattigen Hängen Buchen. Am Johannser Kogel sind außerdem die Baumarten Feld-Ahorn und Esche vertreten.